# Novorússov
Novorússov - Новорусов (rus) - és un khútor, un poble, de la República d'Adiguèsia, a Rússia. Es troba a la vora esquerra del riu Ulka, a 8 km a l'oest de Khakurinokhabl i a 42 km al nord-oest de Maikop, la capital de la república.
Pertany al municipi de Zariovo.